# Tommaso Porcacchi
Tommaso Porcacchi (Castiglion Fiorentino, 1530 – Udine, ottobre 1576) è stato un umanista, geografo, traduttore, poligrafo, bibliofilo ed erudito italiano.

## Biografia
Nato in una famiglia poverissima della Val di Chiana, Tommaso Porcacchi riuscì a studiare grazie al mecenatismo del duca Cosimo I. Si stabilì a Firenze dove conobbe l'umanista Lodovico Domenichi che gli permise di pubblicare le sue prime opere, una Vita di Virgilio e la traduzione del IV libro dell'Eneide. Grazie alla raccomandazione del Domenichi, Porcacchi entrò in contatto con il grande editore  e stampatore di opere in lingua volgare Gabriele Giolito de' Ferrari, per cui nel 1559 si trasferì a Venezia, città dove mise su famiglia (sposò la poetessa Bianca d'Este) e rimase fino alla morte.
Nella città lagunare Porcacchi scrisse di numerosi argomenti, geografici, storici, archeologici; pubblicò traduzioni dal latino e dal greco (per es. di Quinto Curzio Rufo) e una collana di storici greci, che in gran parte tradusse egli stesso: la «Collana historica», stampata dal Giolito dal 1563 al 1585. Come editore di testi in volgare Porcacchi ebbe l'intenzione di fare attività utile alla Controriforma. La sua attività fu molto ampia: curò fra l'altro le edizioni del Laberinto d'amore di Boccaccio, delle Storie fiorentine del Guicciardini, dell'Arcadia del Sannazaro, delle Rime e degli Asolani del Bembo, l'opera omnia del Delminio e tanti altri. Del 1584 è la pubblicazione del Vocabolario nuovo, edito insieme alla Fabrica di Francesco Alunno.
Scrisse opere erudite, le più importanti delle quali sono un trattato sulle isole (L'isole più famose del mondo descritte da Thomaso Porcacchi da Castiglione) e un lavoro di etnologia sui funerali, e genealogiche. Ci ha ha lasciato una bellissima biografia del Bembo, apparsa per la prima volta nell'edizione delle rime del Giolito e ripresa da molte edizioni successive.
Tommaso Porcacchi morì a Udine nell'ottobre 1576, probabilmente ospite dell'amico Ottaviano Manin. Venne sepolto presso la chiesa della Madonna delle Grazie, dove il Manin fece porre una lapide a sua memoria.

## Opere (elenco parziale)

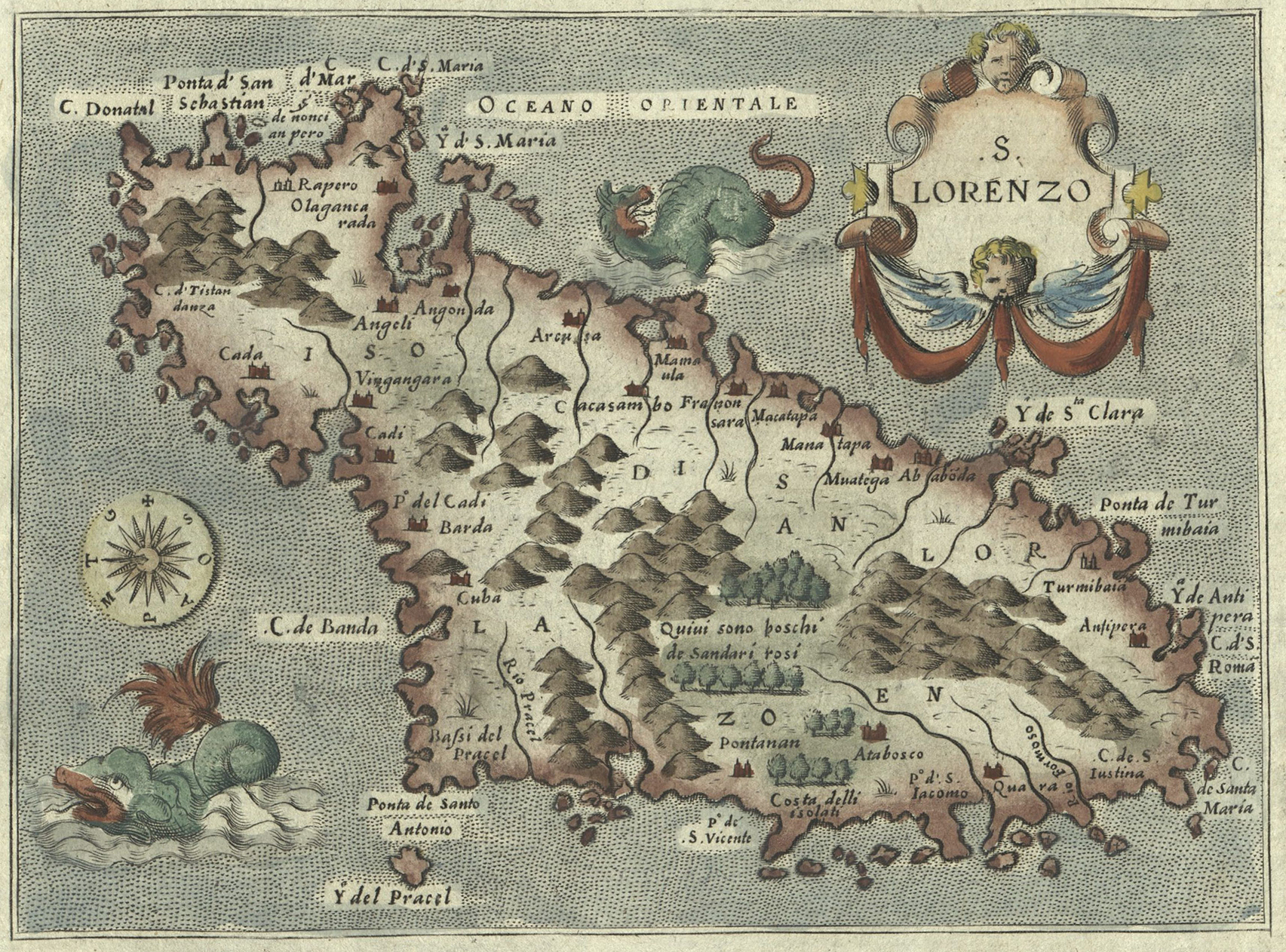
S. Lorenzo [Madagascar], L'Isole pu Famose del Mondo, 1572

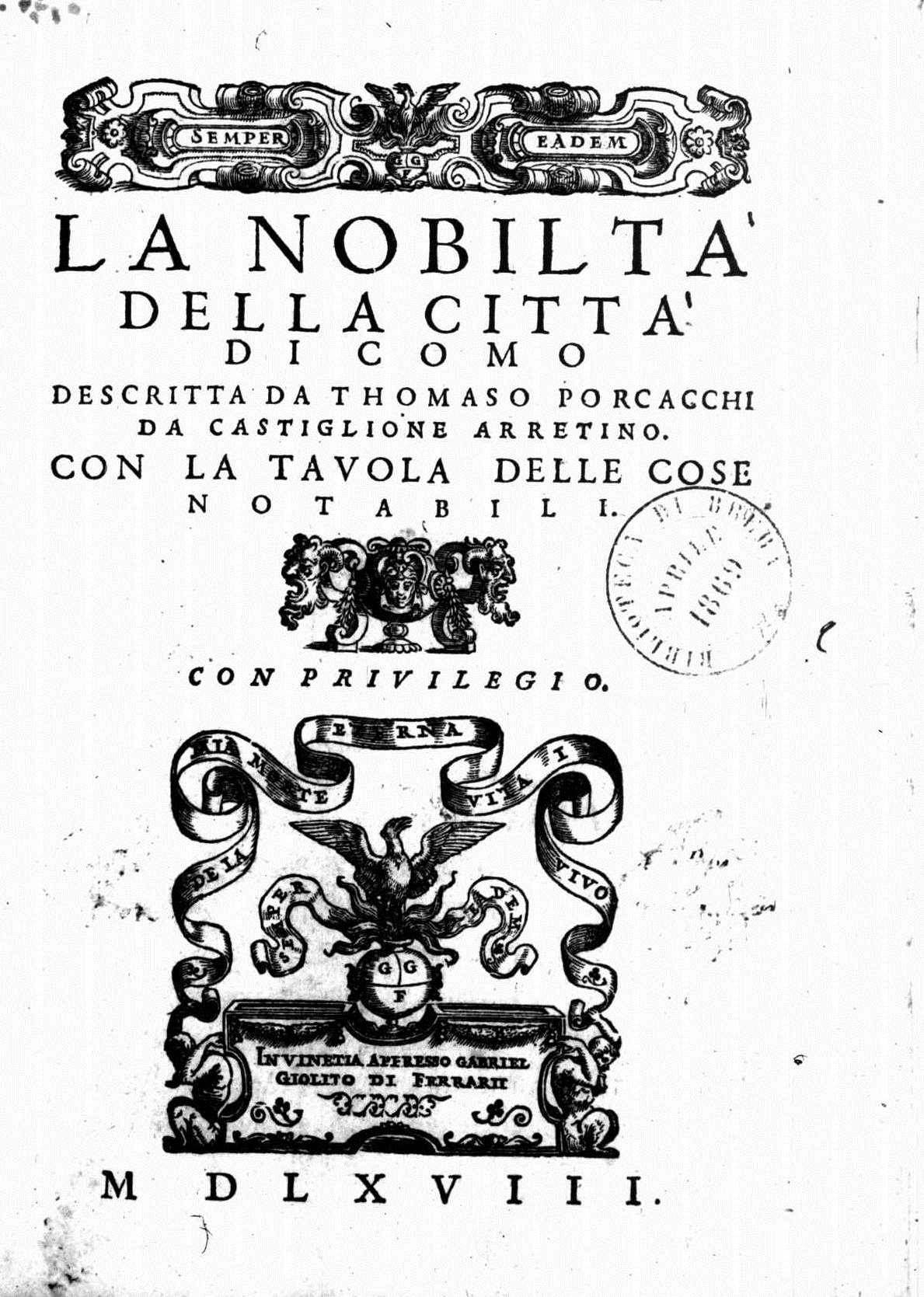
La nobiltà della città di Como, 1568

- Il primo volume delle cagioni delle guerre antiche di Thomaso Porcacchi, tratte da gl'istorici antichi greci a beneficio di chi uol'adornarsi l'animo delle gioie dell'Historie. E' questa, secondo l'ordine da lui posto, vna delle prime gioie congiunte all'anella della sua collana historica, 1564, Venezia
- Lettere di XIII huomini illustri, allequali oltra tutte l'altre fin qua stampate, di nuouo ne sono state aggiunte molte Da Thomaso Porcacchi, in Vinetia presso Giorgio de' Cavalli, 1565.
- Paralleli o essempi simili di Thomaso Porcacchi cauati da gl'historici, accioché si vegga, come in ogni tempo le cose del mondo hanno riscontro, o fra loro, o con quelle de' tempi antichi. È questa, secondo l'ordine da lui posto, la seconda gioia, congiunta all'anella della sua collana historica, In Vinegia : appresso Gabriel Giolito de' Ferrari, 1567.
- La nobiltà della città di Como, Venezia, Gabriele Giolito de Ferrari, 1568.
- Funerali antichi di diuersi popoli, et nationi; forma, ordine, et pompa di sepolture, di essequie, di consecrationi antiche at d'altro, descritti in dialogo da Thomaso Porcacchi da Castiglione Arretino. Con le figure in rame di Girolamo Porro Padouano, In Venetia, appresso Simon Galignani de Karera, 1574.
- L'isole più famose del mondo descritte da Thomaso Porcacchi da Castiglione arretino e intagliate da Girolamo Porro padovano con l'aggiunta di molte isole. All'Ill.ss S. conte Georgio Trivultio Dottore, cavaliere, conte di Melzo, regio e ducal senatore. Con privilegio, In Venetia : appresso Simon Galignani e Girolamo Porro, 1576.